# Digama septempuncta
Digama septempuncta là một loài bướm đêm thuộc họ Erebidae. Nó được tìm thấy ở Rodrigues.